# Метасиликат калия
Метасиликат калия — неорганическое соединение, соль щелочного металла калия и метакремниевой кислоты с формулой K2SiO3, бесцветные кристаллы, очень гигроскопичный.

## Получение
- Сплавление оксида кремния с едким калием:

{\displaystyle {\mathsf {SiO_{2}+2KOH\ {\xrightarrow {900-1000^{o}C}}\ K_{2}SiO_{3}+H_{2}O}}}
- или карбонатом калия:

{\displaystyle {\mathsf {SiO_{2}+K_{2}CO_{3}\ {\xrightarrow {1150^{o}C}}\ K_{2}SiO_{3}+CO_{2}}}}

## Физические свойства
Метасиликат калия образует бесцветные кристаллы, хорошо растворимые в холодной воде.  Концентрированные растворы образуют коллоидный раствор «жидкое стекло» гидрозоля SiO2•n H2O. Нерастворим в этаноле.
Разлагается в горячей воде.
Водные растворы имеют щелочную реакцию из-за гидролиза по аниону.

## Химические свойства
- Гидролизуется горячей водой:

{\displaystyle {\mathsf {K_{2}SiO_{3}+({\mathit {n}}+1)H_{2}O\ {\xrightarrow {T}}\ 2KOH+SiO_{2}\cdot {\mathit {n}}H_{2}O\downarrow }}}
- При кипячении в подщелоченных растворах реакция идёт иначе:

{\displaystyle {\mathsf {4K_{2}SiO_{3}+3H_{2}O\ {\xrightarrow {100^{o}C}}\ K_{2}Si_{4}O_{9}\downarrow +6KOH}}}
- Разлагается с кислотами:

{\displaystyle {\mathsf {K_{2}SiO_{3}+2HCl\ {\xrightarrow {}}\ 2KCl+SiO_{2}\downarrow +H_{2}O}}}
- Реагирует с углекислым газом:

{\displaystyle {\mathsf {K_{2}SiO_{3}+CO_{2}\ {\xrightarrow {}}\ K_{2}CO_{3}+SiO_{2}\downarrow }}}
- С триоксидами молибдена и вольфрама образует характерные гетерополисоединения жёлтого и белого цвета соответственно[1]:

{\displaystyle {\ce {\mathsf {K2SiO3\ +12MoO3\ +H2SO4\ +H2O\ \xrightarrow {t} \ H4[SiMo12O40]\ +K2SO4}}}}
{\displaystyle {\ce {\mathsf {K2SiO3\ +12WO3\ +2HCl\ +H2O\ \xrightarrow {} \ H4[SiW12O40]\downarrow \ +2KCl}}}}

## Применение
- Кремнийсодержащее удобрение.